# DJK/MJC Trier
Die DJK/MJC Trier ist ein Sportverein aus der rheinland-pfälzischen Stadt Trier, der ursprünglich aus der Sportbewegung der Katholischen Kirche (DJK = Deutsche Jugendkraft) hervorging und überregional durch die Erfolge seiner in der Bundesliga spielenden Frauenhandballmannschaft bekannt wurde.

## Die Trierer Miezen
„Die Miezen“, wie sie sich in Anlehnung an das Kürzel MJC nennen (das Kürzel leitet sich her aus der Bezeichnung Marianische Jünglings-Congregation, dem Vorläufer des Sportvereins), spielten von 2000 bis 2015 in der 1. Handball-Bundesliga der Frauen. Die Mannschaft wurde im Jahre 2003 Deutscher Meister und scheiterte 2005 nur knapp am erneuten Titelgewinn. Mit den Abgängen namhafter Spielerinnen und zunehmenden finanziellen Drucks kämpfte der Verein immer wieder gegen den Abstieg, konnte diesen in der Saison 2014/15 nicht mehr verhindern.

### 2. Bundesliga 1994–2000
1994 stieg Trier erstmals in die zweigleisige 2. Bundesliga auf und beendet die erste Spielzeit als Tabellenfünfter, nur drei Punkte hinter dem späteren Meister BSV Sachsen Zwickau.
1995 folgte ein kleiner Einbruch: Vier Punkte weniger und die Miezen wären abgestiegen. Danach aber etablierten sich die Triererinnen endgültig in der Tabellenspitze der 2. Bundesliga Süd. In der Saison 1999/2000 war es so weit: Mit 48:4 Punkten und vier Zählern Vorsprung auf den SV Teutonia Riemke sicherte man sich die Meisterschaft und den damit verbundenen Aufstieg in die 1. Bundesliga.

### 1. Bundesliga 2000–2015
In ihrer Premierensaison in der 1. Liga belegten die Triererinnen auf Anhieb Platz fünf, dem im Jahr darauf ein sensationeller Platz drei folgte – eine Chance auf den Meistertitel bestand allerdings noch nicht. Dies änderte sich in der Saison 2002/03: Mit 40:8 Punkten holte man vor dem Buxtehuder SV (36:12) die Meisterschale an die Mosel. Um ein Haar wäre in dieser Spielzeit sogar das Double gelungen, doch beim DHB-Pokal-Finale in Riesa gegen den FHC Frankfurt/Oder konnte eine 14:11-Halbzeitführung nicht in einen Sieg umgemünzt werden und die Miezen unterlagen mit 26:28.
Den einzigen Auftritt in der Champions League schlossen die Miezen 2004 in der Gruppenphase der besten 16 Teams mit 3:9 Punkten ab – lediglich der spanische Vertreter MAR Valencia konnte in eigener Halle bezwungen werden.
Seit der Saison 2004/05 wird die deutsche Meisterschaft in Play-off-Spielen entschieden, und die DJK/MJC erreichte auch gleich die Finalspiele, war dort aber gegen den späteren Meister 1. FC Nürnberg chancenlos (28:37, 21:28). In den beiden folgenden Jahren gelang wieder der Einzug in die Playoffs, doch jeweils im Halbfinale schied Trier aus. In der Saison 2007/08 waren die Trierer Miezen als Fünfte der Doppelrunde erstmals nicht in den Meister-Play-offs vertreten. Da man auch das Platzierungsspiel um Platz fünf verfehlte, war der Verein in der Spielzeit 2008/09 international nicht vertreten.
2011 und 2012 sicherten sich die „Miezen“ jeweils erst am letzten Spieltag den Klassenerhalt. Am Ende der Saison 2012/13 stand Trier auf dem elften Tabellenplatz und stieg somit sportlich in die 2. Bundesliga ab, erhielt jedoch völlig unerwartet kurzfristig noch einen freien Startplatz in der Bundesliga, da dem Frankfurter HC aufgrund wirtschaftlicher Unregelmäßigkeiten die Lizenz rückwirkend wieder entzogen worden war. Cristina Cabeza war ab 2013 als Spielertrainerin aktiv.
Zum Ende der Saison 2014/15 folgte dann der sportliche Abstieg in die 2. Bundesliga.

### Zurück in der 2. Bundesliga und Insolvenz 2019
In der ersten Spielzeit 2015/16 nach Rückkehr in die nun eingleisige 2. Liga konnte der Klassenverbleib drei Spieltage vor Saisonende sichergestellt werden.  Am Ende stand Platz 14, sportlich eigentlich ein Abstiegsplatz, der aber nach dem Rückzug anderer Teams ausreichte. Im darauffolgenden Jahr verbesserte man sich in der Abschlusstabelle auf Platz 8. Nur um im Spieljahr 2017/18 wieder im Abstiegskampf zu stecken.
2018 wurde Elena Vereschako, eine ehemalige Spielerin aus der Meistermannschaft von 2003, als Trainerin verpflichtet. Während der Spielzeit 2018/19 konnte nie die Abstiegszone verlassen werden und 5 Spieltage vor Ende stellte die DJK/MJC Sportmanagement e. V. einen Insolvenzantrag. Nach dem Abstieg zog schließlich der eingesetzte Insolvenzverwalter die Meldung für die 3. Liga noch vor dem Saisonstart zurück und die Mannschaft löste sich auf. In der Saison 2019/20 trat die bisherige 2. Mannschaft des Gesamtvereins DJK/MJC Trier weiterhin in der Rheinlandliga an, der fünften Spielebene, aber nun als Erste.

## Bekannte ehemalige Spielerinnen
| Nat.     | Name                          | Geburtstag | von–bis   | Länderspiele | aktueller Verein  |
| -------- | ----------------------------- | ---------- | --------- | ------------ | ----------------- |
| Russin   | Swetlana Mosgowaja            | 23.06.1972 | 2000–2009 | 250          | Karriereende      |
| Deutsche | Anja Althaus                  | 03.09.1982 | 2000–2007 | 243          | Karriereende      |
| Deutsche | Silke Meier                   | 15.06.1980 | 2000–2007 | 45           | Karriereende      |
| Deutsche | Maren Baumbach                | 14.01.1981 | 2001–2007 | 120          | Karriereende      |
| Deutsche | Alexandra Meisl geb. Gräfer   | 17.08.1978 | 2002–2007 | 63           | Karriereende      |
| Deutsche | Maike März                    | 09.11.1983 | 2004–2009 | 20 (Jun.)    | Karriereende      |
| Deutsche | Laura Steinbach               | 02.08.1985 | 2005–2007 | 116          | Karriereende      |
| Deutsche | Nadja Månsson geb. Nadgornaja | 22.09.1988 | 2008–2010 | 78           | Borussia Dortmund |

## Größte Erfolge
- Deutscher Meister 2003
- Deutscher Vizemeister 2005
- Finalist im DHB-Pokal 2003
- Halbfinalist im DHB-Pokal 2006
- Aufsteiger in die Bundesliga 2000
- Aufsteiger in die 2. Bundesliga 1994

### Bilanz in den Meister-Play-offs
- 2004/05: Viertelfinale: Borussia Dortmund – DJK/MJC Trier 20:23, 19:33; Halbfinale: DJK/MJC Trier – HC Leipzig 30:22, 27:28; Finale: DJK/MJC Trier – 1. FC Nürnberg 28:37, 21:28.
- 2005/06: Halbfinale: Bayer Leverkusen – DJK/MJC Trier 36:28, 28:25; Spiele um Platz 3: DJK/MJC Trier – 1. FC Nürnberg 24:27, 25:30.
- 2006/07: Halbfinale: DJK/MJC Trier – 1. FC Nürnberg 29:33, 26:39.

### Bilanz im DHB-Pokal (Final Four)
- 2003: Halbfinale: DJK/MJC Trier – Buxtehuder SV 33:30; Finale: FHC Frankfurt/Oder – DJK/MJC Trier 28:26.
- 2006: Halbfinale: HC Leipzig – DJK/MJC Trier 28:27; Spiel um Platz 3: DJK/MJC Trier – VfL Oldenburg 28:22.

### Bilanz im Europapokal
- 2001/02 (Challenge Cup): 1/16-Finale: DJK/MJC Trier – Türk Telekom Kulübü (TUR) 33:16, 46:20; Achtelfinale: DJK/MJC Trier – Galychanka Lviv (UKR) 26:20, 28:28; Viertelfinale: Rapid Bukarest (ROM) – DJK/MJC Trier 35:26, 29:24.
- 2002/03 (Challenge Cup): 1/16-Finale: ZMC Amicitia Zürich (SUI) – DJK/MJC Trier 21:32, 21:28; Achtelfinale: DJK/MJC Trier – RK Skopje (MKD) 36:18, 36:18; Viertelfinale: DJK/MJC Trier – Skuru IK (SWE) 29:27, 27:25; Halbfinale: Borussia Dortmund – DJK/MJC Trier 29:22, 27:33.
- 2003/04 (Champions League): Qualifikation: Madeira Andebol SAD (POR) – DJK/MJC Trier 25:29, 25:27; RK Piran (SLO) – DJK/MJC Trier 26:31, 30:37; Gruppenspiele (Achtelfinale): DJK/MJC Trier – Dunaferr SE (HUN) 24:24, 22:30; HC Lada Toljatti – DJK/MJC Trier 31:24, 32:23; DJK/MJC Trier – LAR Valencia (ESP) 28:24, 20:35.
- 2005/06 (EHF-Cup): 1/16-Finale: AKABA Bera Bera (ESP) – DJK/MJC Trier 30:26, 30:33.
- 2006/07 (EHF-Cup): 2. Runde: DJK/MJC Trier – S. Citta’ dei Candelieri (ITA) 28:22, 30:25; 1/16-Finale: Orsan Elda Prestigio (ESP) – DJK/MJC Trier 33:21, 30:34.
- 2007/08 (Challenge Cup): 1/16-Finale: DJK/MJC Trier – VfL Oldenburg 26:35, 22:23.

## Die Bundesligabilanz seit 1994/95
| Saison  | Spielklasse              | Platz | Sp. | S  | U | N  | Tore    | Diff. | Punkte |
| ------- | ------------------------ | ----- | --- | -- | - | -- | ------- | ----- | ------ |
| 1994/95 | 2. BL Süd                | 5     | 26  |    |   |    | 494:459 | 35    | 31:21  |
| 1995/96 | 2. BL Süd                | 10    | 26  |    |   |    | 505:502 | 3     | 20:32  |
| 1996/97 | 2. BL Süd                | 3     | 26  |    |   |    | 600:536 | 64    | 36:16  |
| 1997/98 | 2. BL Süd                | 2     | 26  |    |   |    | 638:584 | 54    | 38:14  |
| 1998/99 | 2. BL Süd                | 3     | 26  | 20 | 1 | 5  | 678:570 | 108   | 41:11  |
| 1999/00 | 2. BL Süd                | 1     | 26  | 23 | 2 | 1  | 699:525 | 174   | 48:4   |
| 2000/01 | Bundesliga               | 5     | 22  | 10 | 5 | 7  | 608:604 | 4     | 25:19  |
| 2001/02 | Bundesliga               | 3     | 26  | 17 | 3 | 6  | 744:708 | 36    | 37:15  |
| 2002/03 | Bundesliga               | 1     | 24  | 19 | 2 | 3  | 670:574 | 96    | 40:8   |
| 2003/04 | Bundesliga               | 6     | 22  | 13 | 1 | 8  | 597:570 | 27    | 27:17  |
| 2004/05 | Bundesliga               | 3     | 21  | 13 | 1 | 7  | 565:562 | 3     | 27:15  |
| 2005/06 | Bundesliga               | 2     | 22  | 17 | 2 | 3  | 603:545 | 58    | 36:8   |
| 2006/07 | Bundesliga               | 4     | 22  | 14 | 1 | 7  | 680:589 | 91    | 29:15  |
| 2007/08 | Bundesliga               | 5     | 22  | 12 | 1 | 9  | 596:612 | −16   | 25:19  |
| 2008/09 | Bundesliga               | 10    | 22  | 6  | 6 | 10 | 577:602 | −25   | 18:26  |
| 2009/10 | Bundesliga               | 9     | 22  | 6  | 2 | 14 | 580:690 | −75   | 14:30  |
| 2010/11 | Bundesliga               | 9     | 22  | 5  | 0 | 17 | 560:642 | −82   | 10:34  |
| 2011/12 | Bundesliga               | 10    | 20  | 2  | 1 | 17 | 474:607 | −133  | 5:35   |
| 2012/13 | Bundesliga               | 11    | 22  | 2  | 3 | 17 | 572:732 | −160  | 7:37   |
| 2013/14 | Bundesliga Hauptrunde    | 11    | 22  | 3  | 0 | 19 | 527:693 | −166  | 6:38   |
| 2013/14 | Bundesliga Abstiegsrunde | 5     | 10  | 4  | 0 | 6  | 255:268 | −13   | 8:12   |
| 2014/15 | Bundesliga               | 13    | 26  | 5  | 0 | 21 | 630:813 | −183  | 10:42  |
| 2015/16 | 2. Bundesliga            | 14    | 30  | 10 | 2 | 18 | 794:822 | −28   | 22:38  |
| 2016/17 | 2. Bundesliga            | 8     | 30  | 14 | 2 | 14 | 821:832 | −11   | 30:30  |
| 2017/18 | 2. Bundesliga            | 13    | 28  | 9  | 1 | 18 | 706:811 | −105  | 19:37  |
| 2018/19 | 2. Bundesliga            | 16    | 30  | 4  | 4 | 22 | 754:882 | −128  | 12:48  |
| 2019/20 | Rheinlandliga            |       |     |    |   |    |         |       |        |

|  | Deutscher Meister |
|  | Abstieg           |

## Frauen-Basketball in der 2. Liga
Das Frauen-Basketball-Team der DJK/MJC Trier ist 2011 Staffelmeister in der Regionalliga Südwest geworden und hat sich dann in der Relegation zum Aufstieg zur 2. Damen-Basketball-Bundesliga durchgesetzt. Nach einem guten Start in die Zweitligasaison 2011/12 lag man am Ende auf Platz 8 und hielt damit die Klasse. Dieser Erfolg konnte im 2. Jahr nicht wiederholt werden und so folgte dem letzten Tabellenplatz der Abstieg in die Regionalliga. Das Team erreichte dort 2014 erneut die Staffelmeisterschaft und die Aufstiegsrelegation, in der man allerdings sportlich scheiterte.
Durch den Verzicht des Gewinners USC Freiburg II gelang allerdings der direkte Wiederaufstieg in die 2. DBBL. Nach der Spielzeit 2014/15 folgte gleich der Wiederabstieg und seitdem wird in der Regionalliga Südwest Damen Nord gespielt.